# Time Out with Britney Spears
Time Out with Britney Spears  je prva video kompilacija američke pjevačce Britney Spears objavljena 29. studenog 1999. pod Jive Recordsom. Kompilacija je originalno objavljena u VHS formatu, a 13. veljače 2001. u DVD formatu.

## Sadržaj

### Tehničke značajke
- Dostupni titlovi na engleskom jeziku
- Dostupne audio skladbe: engleski, engleski (Dolby Digital 5.1)
- Potpuni pristup pojedinim segmenatima

### Sadržaj DVD-a
- Uzrast
- Snimanje mog prvog albuma
- Izrađivanje spotova

1. "...Baby One More Time"
2. "Sometimes"
3. "(You Drive Me) Crazy" [The Stop Remix]

- Na putu
- Disney Channel koncert (mogućnost prikazivanja riječi pjesama)

1. "Born to Make You Happy"
2. "From the Bottom of My Broken Heart"